# Alex Gough
Alex Gough  (født 12. maj 1987 i Calgary, Alberta, Canada) er en canadisk kælker. 
Hun har deltaget i Vinter-OL 2006, Vinter-OL 2010 og Vinter-OL 2014.
Hun vandt sølv og bronze under Vinter-OL 2018 i disciplinenerne holdkonkurrencen i kælk og single for damer.